# Amparo Poch y Gascón
Amparo Poch y Gascón (Saragossa, 15 d'octubre de 1902 - Tolosa de Llenguadoc, 15 d'abril de 1968) fou una metgessa, periodista i anarcofeminista aragonesa.

## Biografia
Tot i que pertanyia a una família modesta, l'any 1929 pogué llicenciar-se en medicina i sociologia a la Universitat de Saragossa, on fou una de les alumnes més destacades. S'especialitzà en puericultura i s'interessà per la higiene i l'educació sexual. Impartí conferències en ateneus obrers i col·laborà en publicacions com La Revista Blanca, Tiempos Nuevos, Tierra y Libertad i Generación Consciente, i va fer campanyes sobre educació sexual i maternitat conscient.
Per raó de les seves idees llibertàries, el 1932 fou nomenada directora del Casal de la Dona Treballadora de Barcelona. El 1934 va fundar Mujeres Libres amb Mercè Comaposada i Guillén i Lucía Sánchez Saornil, alhora que presidí, juntament amb el seu col·lega José Brocca Ramón, la Liga española de refractarios a la Guerra i el Grup Ogino. També fou una de les redactores del periòdic Mujeres Libres.
Durant la Guerra civil espanyola, la ministra de Sanitat Frederica Montseny la nomenà Directora d'Assistència Social i, des d'aquest càrrec, va organitzar a Barcelona l'acolliment de nens refugiats en Granges-Escola amb un pla pedagògic elaborat per ella. El 1937 fou nomenada novament directora del Casal de la Dona Treballadora de Barcelona.
El 1939 s'exilià a França i s'establí a Tolosa de Llenguadoc, on va dirigir l'Hospital Varsòvia. Allí va curar nombrosos guerrillers espanyols procedents dels camps de concentració.

## Obres
- Cartilla de consejos a las mujeres, Zaragoza, 1931
- La vida sexual de la mujer. Pubertad, noviazgo, matrimonio (1932)
- Niño, Barcelona, 1938